# Ung Cancer
Ung Cancer är en ideell organisation för personer mellan 16 och 30 år som är berörda av cancer, som patienter eller som närstående. Ung Cancer är en religiöst och partipolitiskt obunden organisation och medlemskapet är gratis för cancerberörda. De har som uppgift att skapa mötesplatser, sprida information och att vara de ungas röst både på individ- och gruppnivå. 
Ung Cancer grundades i december 2010 av Julia Mjörnstedt och Hanna Wekell. Organisationens stora genomslag kom då den 2011 lanserade kampanjen Det är okej att känna. Mjörnstedt drabbades av tjocktarmscancer när hon var 21 år gammal 

## Verksamhet
Organisationens verksamhet består i att:
- skapa mötesplatser
- utbilda och informera
- debattera

Mötesplatser skapas på fysiska medlemsmöten i tolv städer och anhörigmöten i tio städer, via nätet och via funktionen samtalsvän. De fysiska medlemsträffarna leds av ideellt engagerade lokala medlemsträffsansvariga. Organisationen arrangerar även nationella träffar för alla medlemmar.
Organisationen arbetar på flera sätt med utbildning och information, bland annat genom föreläsningar, utbildningar, utbildningsmaterial och kampanjer. Föreläsningar genomförs bland annat på skolor, för sjukvård och politiker. 
Organisationen driver frågor både på individ- och gruppnivå, exempelvis i diskussioner med CSN, Försäkringskassan och sjukvården. I februari 2013 uppmärksammades exempelvis organisationens uppgifter om att Försäkringskassan begärt intyg om förväntat dödsdatum från en medlem som fick vård i livets slutskede. Organisationen driver även frågor som rör målgruppen på samhällelig nivå: inom skola, vård, rehabilitering och politik. Bland genomförda kampanjer kan nämnas:

### Det är okej att känna
Kampanj med syfte att lyfta diskussionen om känslor kring cancer och cancerbesked. Lanserades 2011 med filmen Det är okej att känna, vilken under första veckan sågs av 100 000 personer.  Den följdes upp av filmerna Det är okej att känna glädje, Det är okej att känna saknad och Det är okej att känna hopp. 

### Finns det någon ursäkt?
Projekt som lyfter frågor om gynekologiskt cellprov i livmoderhalsen. I Sverige kallas alla kvinnor mellan 23 och 60 år till var tredje år för att upptäcka cellförändringar och projektet syftar till att få fler att gå. Inom projektet släpptes filmerna Finns det någon ursäkt? på svenska, somaliska och arabiska. Under  2014 skapade Ung Cancer hashtagen #cellfie vilken fick stor spridning. 

### Kolla pungen
Projekt som lyfter informerar och lyfter diskussionen om testikelcancer. Projektet lanserades på Almedalsveckan 2013 och har en extern webbsida kollapungen.se. Lanseringen rönte stor massmedial uppmärksamhet, bland annat genom lanseringsmingel där 300 tygpungar hängts upp i träden och genom samarbete med kändisar som Timbuktu, Petter, Tobias Hysén, Cimon Lundberg och Promoe.

### Vad är egentligen cancer?
Projekt i samarbete mellan Ung Cancer och anhörigplattformen näracancer.se som syftar till att öka kunskapen om sjukdomen hos unga vuxna och att slå hål på de fördomar och myter som ofta finns om sjukdomen. Bakgrunden till filmen är en enkätundersökning som genomfördes av Ung cancer, Cancerfonden och RCC Väst 2012 som visade att många ungdomar vet väldigt lite om cancer. Exempelvis trodde 46% av deltagarna i undersökningen att blodcancer smittar via öppna sår.
I projektet ingår filmen Vad är egentligen cancer?

## Medlemsstipendier
Ung Cancer delar 2014 ut totalt fyra miljoner i stipendier för rehabilitering eller allmänt ekonomiskt stöd till medlemmar, som första patientorganisation.

## Utmärkelser
Ung Cancer och dess grundare och styrelsemedlemmar har fått en rad utmärkelser, bland annat:
- Emma Knaggård Wendt, Styrelseordförande, tilldelades 2016 Kompassrosen av Konungens Stiftelse Ungt Ledarskap.[9]
- Julia Mjörstedt vann 2013 ECCO Walk in Style. Prissumman på 35 000 euro donerades till Ung Cancer. [10][11]
- Ung Cancer utsågs 2012 till Årets Marknadsförare med motiveringen att de med "sitt tydliga opinionsbildande budskap skapar skillnad och avtryck genom kunskap samt uttryck genom kärlek, omtanke och ärlighet med stark kämparglöd."[12]
- Ung Cancer utsågs till Årets kommunikatör 2011 av magasinet Populär kommunikation. [13]
- Ung Cancer tilldelades kommunikationspriset Årets Sally 2011, instiftat av PR-byrån Long Tall Sally. [14]
- Julia Mjörnstedt tilldelades 2012 Kompassrosen av Konungens Stiftelse Ungt Ledarskap.[9]
- Julia Mjörstedt och Hanna Wekell utsågs till Årets eldsjälar på Svenska hjältar-galan 2011. [15]